# Кристиан Готфрид Еренберг
Кристиан Готфрид Еренберг (на немски: Christian Gottfried Ehrenberg) е германски зоолог, анатом, геолог и миколог, един от най-известните и продуктивни учени на своето време.

## Биография
Еренберг е роден през 1795 г. в Делич, Саксония. Първоначално следва теология в Лайпцигския университет, а след това – медицина и природни науки в Берлинския университет, където се запознава с Александър фон Хумболт. През 1818 г. защитава докторска дисертация в областта на микологията („Sylvae mycologicae Berolinenses“).
През 1820 – 1825 г. Еренберг участва, заедно със своя приятел Вилхелм Хемприх, в научна експедиция в Близкия изток, по време на която събира хиляди образци от растения и животни. Двамата изследват части от Египет, Либийската пустиня, долината на Нил и северното крайбрежие на Червено море, където Еренберг прави специално проучване на коралите. По-късно посещават Сирия, Арабския полуостров и Етиопия.
През 1827 г. Еренберг е назначен за преподавател по медицина в Берлинския университет. През 1829 г. придружава Хумболт по време на негово пътуване през Русия до границата с Китай. След завръщането си се концентрира върху изследвания на микроскопичните организми, които дотогава не са систематично проучвани. В продължение на близо 30 години Еренберг изучава проби от вода, почва, утайки, прах и скали, като описва хиляди нови видове, сред тях добре познати форми, като еуглената и чехълчето.
Изследванията на Еренберг разширяват значително и познанията в областта на геологията. Преди тях не е известно, че голяма част от скалите, най-вече варовика, са съставени от остатъци от миниатюрни организми. Той показва също, че фосфоресценцията на морските води се дължи на микроорганизми.
Еренберг е чуждестранен член на Британското кралско научно дружество от 1837 г. През 1839 г. получава медала Уоластън, най-високото отличие на Лондонското геоложко дружество.
Кристиан Готфрид Еренберг умира през 1876 г. в Берлин.